# Alue Patong
Alue Patong is een bestuurslaag in het regentschap Aceh Timur van de provincie Atjeh, Indonesië. Alue Patong telt 584 inwoners (volkstelling 2010).